# Digitaria gracillima
Digitaria gracillima là một loài thực vật có hoa trong họ Hòa thảo. Loài này được (Scribn.) Fernald mô tả khoa học đầu tiên năm 1920.